# 3,3',5'-Triiodothyronine
La 3,3',5'-triiodothyronine, ou triiodothyronine inverse (rT3), est un métabolite issu de la désiodation de la thyroxine. C'est un isomère biologiquement inactif de l'hormone thyroïdienne T3, ou 3,3',5-triiodothyronine.

Structure de l'hormone thyroïdienne T_{3} ou triiodothyronine, biologiquement active.